# Episodi di Undeclared
La prima e unica stagione della serie televisiva Undeclared è stata trasmessa negli Stati Uniti dal 25 settembre 2001 al 12 marzo 2002 su Fox.
In Italia la stagione è andata in onda dal 29 dicembre 2009 su Italia 1.
| nº | Titolo originale             | Titolo italiano | Prima TV USA      | Prima TV Italia  |
| -- | ---------------------------- | --------------- | ----------------- | ---------------- |
| 1  | Prototype                    |                 | 25 settembre 2001 | 29 dicembre 2009 |
| 2  | Eric Visits                  |                 | 2 ottobre 2001    |                  |
| 3  | Addicts                      |                 | 9 ottobre 2001    |                  |
| 4  | Sick in the Head             |                 | 16 ottobre 2001   |                  |
| 5  | The Assistant                |                 | 13 novembre 2001  |                  |
| 6  | Eric Visits Again            |                 | 20 novembre 2001  |                  |
| 7  | Rush and Pledge              |                 | 11 dicembre 2001  |                  |
| 8  | Hell Week                    |                 | 18 dicembre 2001  |                  |
| 9  | Oh, So You Have a Boyfriend? |                 | 8 gennaio 2002    |                  |
| 10 | Jobs, Jobs, Jobs             |                 | 15 gennaio 2002   |                  |
| 11 | Parent's Weekend             |                 | 22 gennaio 2002   |                  |
| 12 | Truth or Dare                |                 | 29 gennaio 2002   |                  |
| 13 | The Day After                |                 | 12 febbraio 2002  |                  |
| 14 | The Perfect Date             |                 | 19 febbraio 2002  |                  |
| 15 | Hal and Hillary              |                 | 5 marzo 2002      |                  |
| 16 | Eric's POV                   |                 | 12 marzo 2002     |                  |
| 17 | God Visits                   |                 | non trasmesso     |                  |